# Lut Lenoir
Lut Lenoir (Roeselare, 5 november 1946 – Brugge, 10 mei 2022) was een Belgisch textielkunstenares. 

## Carrière
Lenoir volgde regentaat plastische kunsten te Brugge met Roger Bonduel en Georgette de Groote-Tanghe (1929) als leraren. Hierna volgde ze ook een opleiding ergotherapie.
Vroeg in haar carrière richtte Lenoir zich voornamelijk op het traditionele ontwerp van jurken, dassen en zakdoeken. Niet veel later keerde ze zich echter af van de traditionele toegepaste kunsten en ontwikkelde ze een eigen vrije expressie. Ze legde zich toe op het maken van figuratieve batikschilderijen, opgebouwd uit donkere, purperen kleuren. Al snel liet ze echter het donkere kleurenpalet achter zich en legde zij zich toe op een lichter kleurgebruik en raakte ze geboeid door witte zijde. Typerend voor haar oeuvre is sindsdien het gebruik ervan in haar batikschilderijen.
In 1978 behaalde ze de tweede prijs voor schilderkunst, uitgereikt door de stad Oostende.
- Gemeinsame Normdatei: 174237707
- RKD-Nederlands Instituut voor Kunstgeschiedenis: 49379
- Union List of Artist Names: 500153072
- Virtual International Authority File: 202421528
- WorldCat: E39PBJkhFYw7Y7Hrj7q47FPmh3